# یواس‌آرسی جفرسون (۱۸۰۲)
یواس‌آرسی جفرسون (۱۸۰۲) (به انگلیسی: USRC Jefferson (1802)) یک کشتی بود. این کشتی در سال ۱۸۰۲ ساخته شد.